# 中国电视金鹰奖最佳电视节目主持人
金鷹獎最佳电视节目主持人獎是金鷹獎的一個獎項，個省市電視臺向中國電視家協會報名，通過中國電視家協會舉行業內提名，再由觀眾通過《大眾電視》雜誌和中國大陸各省市電視節目報上印製的選票填寫投票，票選前十名為優秀獎，最高票且得票率超過10%為最佳獎，若得票最高者得票率未到10%则当年最佳奖空缺。
黑体显示的是该年的获最佳獎，非黑體為優秀獎。

## 2000年代
| 2003年   |                          |
| 朱军     | 《艺术人生》中央电视台   |
| 周涛     | 中央电视台               |
| 韩咏秋   | 重庆电视台               |
| 徐春妮   | 北京电视台               |
| 元元     | 北京电视台               |
| 李湘     | 湖南电视台               |
| 黄薇     | 中央电视台               |
| 庞晓戈   | 河南电视台               |
| 孙汀娟   | 湖北电视台               |
| 周晓丽   | 河北电视台               |
|          |                          |
| 2004年   |                          |
| 撒贝宁   | 《今日说法》中央电视台   |
| 李咏     | 《幸运52》中央电视台     |
| 何炅     | 《快乐大本营》湖南电视台 |
| 徐滔     | 北京电视台               |
| 金玲     | 广东电视台               |
| 穆瑞琦   | 四川电视台               |
| 陈蓉     | 上海东方电视台           |
| 秦国慧   | 湖北电视台               |
| 白岚     | 河北电视台               |
| 赵丹军   | 江苏电视台               |
|          |                          |
| 2006年   |                          |
| 董卿     | 《歡樂中國行》中央电视台 |
| 李咏     | 《幸運52》中央電視臺     |
| 汪涵     | 湖南衛視                 |
| 胡紫薇   | 北京電視臺               |
|          |                          |
| 2008年   |                          |
| 白岩松   | 《中國週刊》中央电视台   |
| 歐陽夏丹 | 《全球資訊榜》中央电视台 |
| 張丹丹   | 《說出你的故事》湖南衛視 |
| 寧遠     | 《寧遠时间》四川電視臺   |

## 2010年代
| 2010年   |                                            |
| 董卿     | 《歡樂中國行》中央电视台                   |
| 何炅     | 《快樂大本營》湖南卫视                     |
| 王冠     | 《舞林大會》上海東方衛視                   |
| 李小萌   | 《東方時空》中央电视台                     |
| 芮成钢   | 《經濟半小時》中央电视台                   |
| 毕铭鑫   | 《鄉村大世界》中央电视台                   |
|          |                                            |
| 2012年   |                                            |
| 崔永元   | 《小崔说事》《谢天谢地，你来啦》中央电视台 |
| 孟非     | 《非诚勿扰》《非常了得》江苏省广播电视总台 |
|          |                                            |
| 2014年   |                                            |
| 朱迅     | 中央电视台                                 |
| 启米翁姆 | 四川康巴卫视                               |

## 2020年代
| 2022年 |                                                          |
| 任鲁豫 | 《中央广播电视总台2021年中秋晚会》中央电视台             |
| 陈辰   | 《时间的答卷》 东方卫视                                  |
| 刘婧   | 《最美中轴线》 北京卫视                                  |
| 鲁健   | 《中央广播电视总台2021年中秋晚会》 中央电视台            |
| 庞晓戈 | 《“中国节日”系列节目2021季》 河南卫视                    |
| 谢楠   | 《“2021最美的夜”bilibili晚会》                           |
|        |                                                          |
| 2024年 |                                                          |
| 何炅   | 《声生不息·宝岛季》湖南卫视                              |
| 刘栋栋 | 《2023年度三农人物推介活动荣誉盛典》中国农业电影电视中心 |
| 李杰   | 《最美中軸線 (第三季)》北京卫视                          |
| 孟盛楠 | 《中央广播电视总台2023年中秋晚会》中央电视台             |
| 鲁健   | 《中央广播电视总台2023年中秋晚会》中央电视台             |
| 謝楠   | 《“2023最美的夜”bilibili晚会》                           |

## 相關資料
1. ↑  第六届金鹰节暨第23届电视金鹰奖获奖名单， 北方網 2006年10月30日 （页面存档备份，存于）
2. ↑  详讯：央视主持白岩松获最佳电视节目主持人奖， 騰訊娛樂 2009年08月30日 （页面存档备份，存于）
3. ↑  王旭宁远刘文燕张丹丹欧阳夏丹获主持人奖(图)， 騰訊娛樂 2009年08月30日 （页面存档备份，存于）
4. ↑  第25届金鹰奖最佳节目主持人获得者：董卿， 金鷹網 2010年09月21日 （页面存档备份，存于）
5. ↑  第25届金鹰奖优秀节目主持人获得者：李小萌何炅芮成钢王冠毕铭鑫， 金鷹網 2010年09月21日 （页面存档备份，存于）